# Wizex

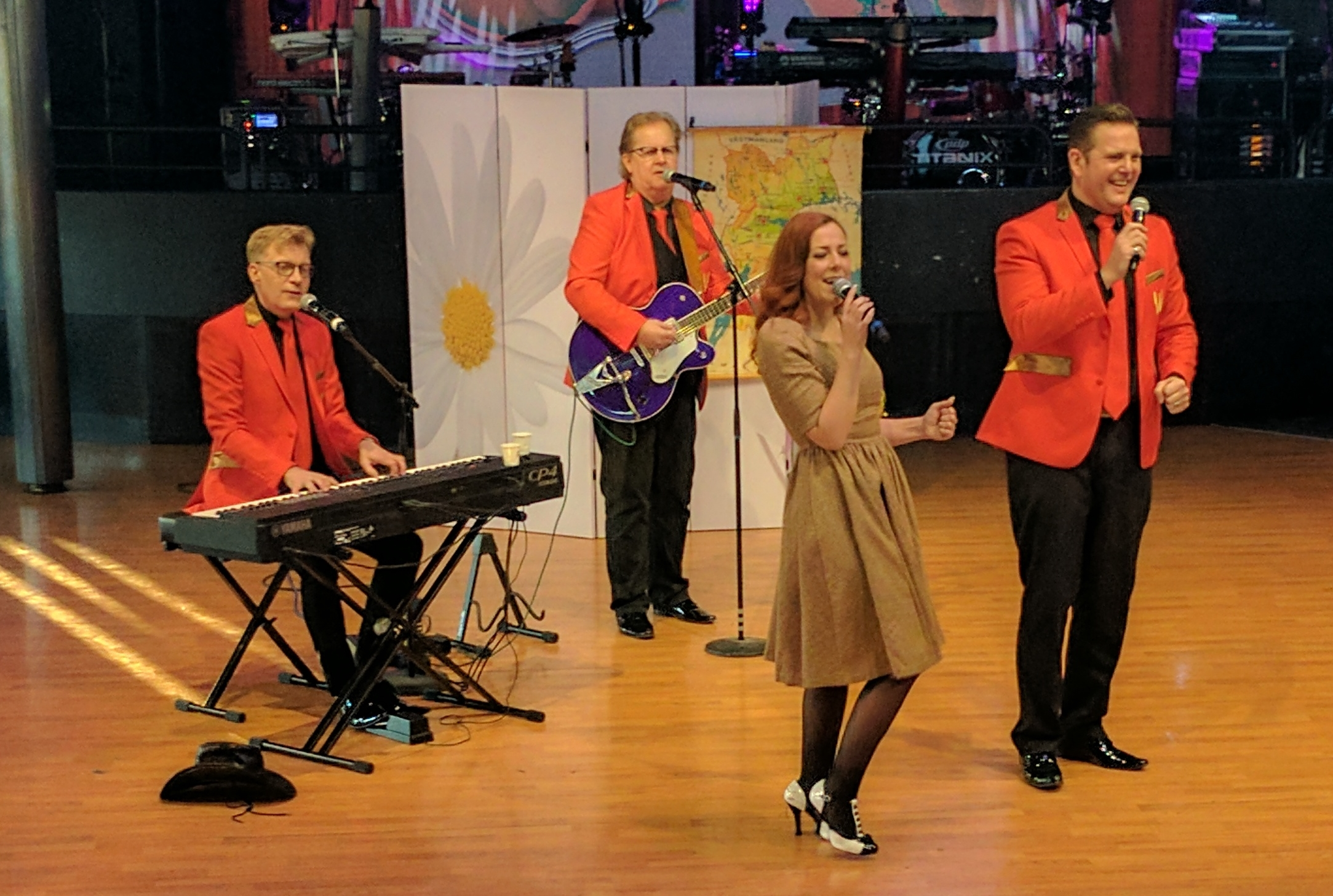
Wizex (2017)

Wizex ist eine schwedische Dansband, die 1973 in Osby mit Kikki Danielsson als Sängerin gegründet wurde. Der Durchbruch gelang 1977, als die Band im Fernsehsender SVT während der Sendung Nygammalt auftrat. 1977 schaffte es Wizex mit dem Lied En vagabond in die Hitparade Svensktoppen. 1978 spielte Wizex beim Melodifestivalen, dem schwedischen Vorentscheid zum Eurovision Song Contest, und belegten dabei einen zweiten Platz. Nach diesen beiden Erfolgen hatte die Band viele Platzierungen in den schwedischen Hitlisten.
1982 wurde Kikki Danielsson von Lena Pålsson als Sängerin ersetzt. 1997 kam Charlotte Nilsson, 1999 nach ihrem unerwarteten Ausstieg dann Paula Pennsäter als Sängerin zu Wizex. Nach Problemen mit den Stimmbändern trat Jessica Sjöholm im März 2002 an deren Stelle. Weitere beeinflussende ehemalige Bandmitglieder waren Dan Stråhed und Henri Saffer.

## Alben
- Skratta och le (1974)
- Rusar vidare (1975)
- Har du glömt (1976)
- Wizex bäzta (1976)
- Som en sång (1977)
- Miss Decibel (1978)
- Carousel (1978)
- Some Girls & Trouble Boys (1979)
- Greatest Hits (1980)
- You Treated Me Wrong (1980)
- Nattfjäril (1982)
- Julie (1983)
- Det är dej jag väntar på (1984)
- Ska du komma loss (1985)
- Dansa i månens sken (1987)
- Mjölnarens Irene (1988)
- Vägen hem (1989)
- Spanska ögon (1990)
- Jag kan se en ängel (1992)
- Jag måste ge mej av (1992)
- Vår hemmagjorda dansmusik (1993)
- Julafton hemma (1993)
- Wizex med Lena Pålsson & Kikki Danielsson (1995)
- Varma vindar (1995)
- Några enkla rader (1997)
- Jorden snurrar (1997)
- Samma ensamma jag (1997)
- Mot nya mål (1998)
- Take Me to Your Heaven (1999)
- Om du var här (2000)
- Guldkorn (2002)
- Wizexponerad (2006)
- Innan det är för sent (2010)
- Simsalabim (2012)
- Schlagers på väg (2014)
- Nu börjar det linka jul (2015)
- Game Set & Match (2016)

## Sonstiges
Die größten Erfolge hatte Wizex mit Miss Decibel, Mjölnarens Irene, Om himlen och Österlen und Tusen och en natt. Das Album Take Me To Your Heaven verkaufte sich 235.000 mal.
1979 wurde Wizex beim Rockbjörnen, dem Musikpreis der Tageszeitung Aftonbladet, zur „Dansband des Jahres“ gewählt. Diese Musikkategorie wurde in diesem Jahr zum ersten und einzigen Mal vergeben.